# 西川田站

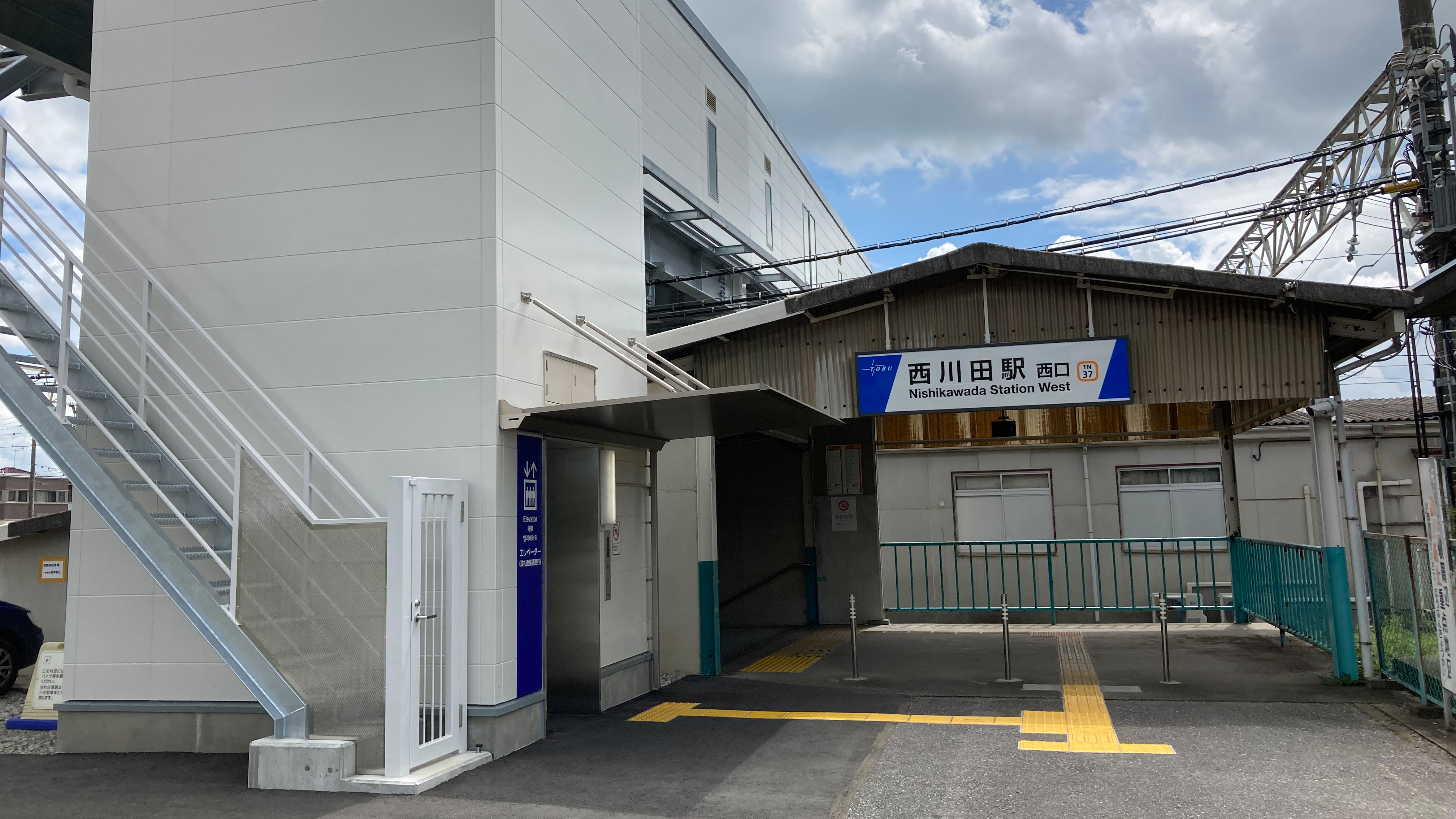
西口（2021年8月）

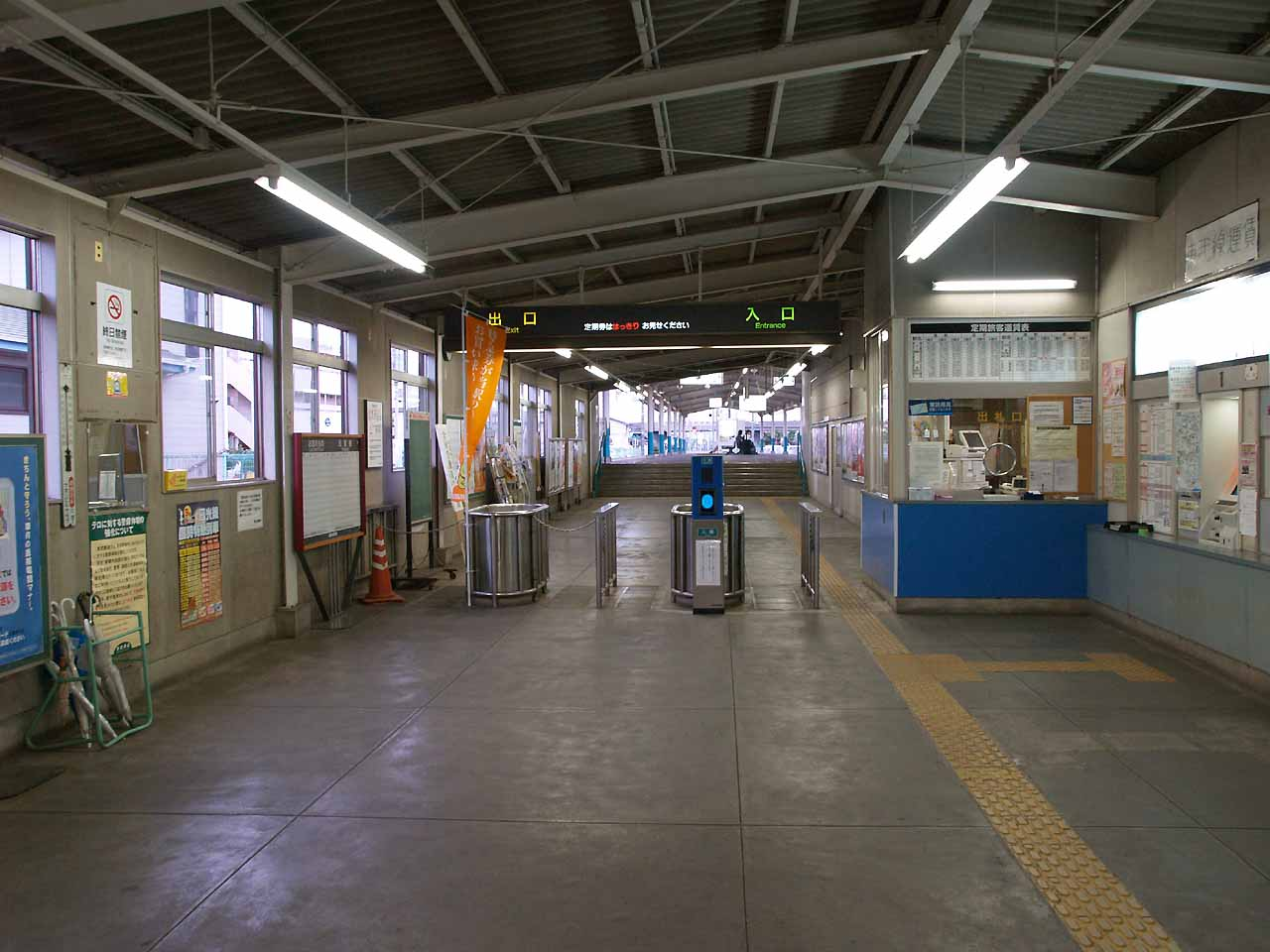
大廳（2007年9月）

西川田站（日语：／ Nishikawada eki */?）位于日本栃木縣宇都宮市西川田，是屬於東武鐵道公司的鐵路車站，車站编号为TN 37。

## 歷史
- 1931年（昭和6年）
  - 8月11日 - 宇都宮線開通，本站開業。
  - 12月27日 - 大谷線西川田 - 新鶴田間開通。
- 1964年（昭和39年）6月16日 - 大谷線全線廢止。

## 车站結構
本站為島式月台1面2線地面車站。站房在月台的東武宇都宮方向，地下道可連通東西出入口。1990年代中期以前的站房在東口地下自由通道入口附近。站內設有PASMO簡易IC卡感應機。
鄰近2005年（平成17年）廢止的宇都宮競馬場，競馬開賽日時使用人次明顯上升。另外，本站也是栃木縣綜合運動公園的最近車站。

### 月台配置
| 月台 | 路線     | 方向 | 目的地         |
| ---- | -------- | ---- | -------------- |
| 1    | 宇都宮線 | 下行 | 東武宇都宮方向 |
| 2    | 宇都宮線 | 上行 | 栃木方向       |

## 使用情況
2017年度的1日平均上下車人次為2,368人。
近年1日平均上下車人次推移如下表｡
| 年度               | 1日平均上下車人次 |
| ------------------ | ----------------- |
| 2001年（平成13年） | 3,007             |
| 2002年（平成14年） | 2,883             |
| 2003年（平成15年） | 2,785             |
| 2004年（平成16年） | 2,780             |
| 2005年（平成17年） | 2,754             |
| 2006年（平成18年） | 2,668             |
| 2007年（平成19年） | 2,607             |
| 2008年（平成20年） | 2,575             |
| 2009年（平成21年） | 2,474             |
| 2010年（平成22年） | 2,312             |
| 2011年（平成23年） | 2,217             |
| 2012年（平成24年） | 2,165             |
| 2013年（平成25年） | 2,260             |
| 2014年（平成26年） | 2,340             |
| 2015年（平成27年） | 2,346             |
| 2016年（平成28年） | 2,350             |
| 2017年（平成29年） | 2,368             |

## 車站周邊
站名來自車站開業時的姿川村大字西川田。現在的西川田地域是宇都宮市西南部的住宅區。
- 栃木縣綜合運動公園（日语：栃木県総合運動公園）
  - 栃木縣綜合運動公園陸上競技場（日语：栃木県総合運動公園陸上競技場）
  - 栃木縣綜合運動公園棒球場（日语：栃木県総合運動公園野球場）
  - 栃木家庭樂園（日语：とちのきファミリーランド）
- 栃木縣赤十字血液中心
- 栃木縣動物愛護指導中心
- 宇都宮南警察署（日语：宇都宮南警察署）
- 陸上自衛隊北宇都宮駐屯地（日语：北宇都宮駐屯地）
- 栃木縣兒童綜合科學館（日语：栃木県子ども総合科学館）
- 輕自動車檢查協會栃木事務所
- 宇都宮市立姿川第一小學校（日语：宇都宮市立姿川第一小学校）
- 宇都宮西川田郵便局
- 足利銀行江曾島支店西川田出張所
- KANSEKI（日语：カンセキ）本社、西川田店
- 栃木縣道2號宇都宮栃木線（日语：栃木県道2号宇都宮栃木線） - 舊道在車站西側並行。
- 宇都宮環狀道路（日语：宇都宮環状道路）（國道121號（日语：国道121号）） - 車站南側交會。
- 栃木縣道299號西川田停車場線（日语：栃木県道299号西川田停車場線） - 西口至栃木縣道2號。
- 栃木縣道335號西川田停車場運動公園線（日语：栃木県道335号西川田停車場運動公園線）（國體通） - 東口至綜合運動公園。
- 小野測器（日语：小野測器）宇都宮技術與產品中心

## 巴士路線

### 西口
站前廣場可搭乘關東自動車的路線巴士。
- [ 01 ] 經文化會館（日语：宇都宮市文化会館）西口、櫻通（日语：桜通り (宇都宮市)）往JR宇都宮站

### 東口
站前圓環可搭乘關東自動車的路線巴士。
- [ 38 ] 經皐月（さつき）團地往雀宮站

## 相邻车站
東武鐵道
 宇都宮線
安塚（TN 36）－西川田（TN 37）－江曾島（TN 38）

## 外部連結
- 西川田（車站資訊） - 東武鐵道